# IC 2128
IC 2128 ist ein offener Sternhaufen im Sternbild Doradus. Das Objekt wurde im Jahre 1826 von James Dunlop entdeckt.